# Psittacanthus lasianthus
Psittacanthus lasianthus là một loài thực vật có hoa trong họ Loranthaceae. Loài này được Sandwith miêu tả khoa học đầu tiên năm 1939.